# Modern IN
Modern IN — це компактний електромобіль, що виробляється компанією Modern Auto з 2021 року.

## Опис

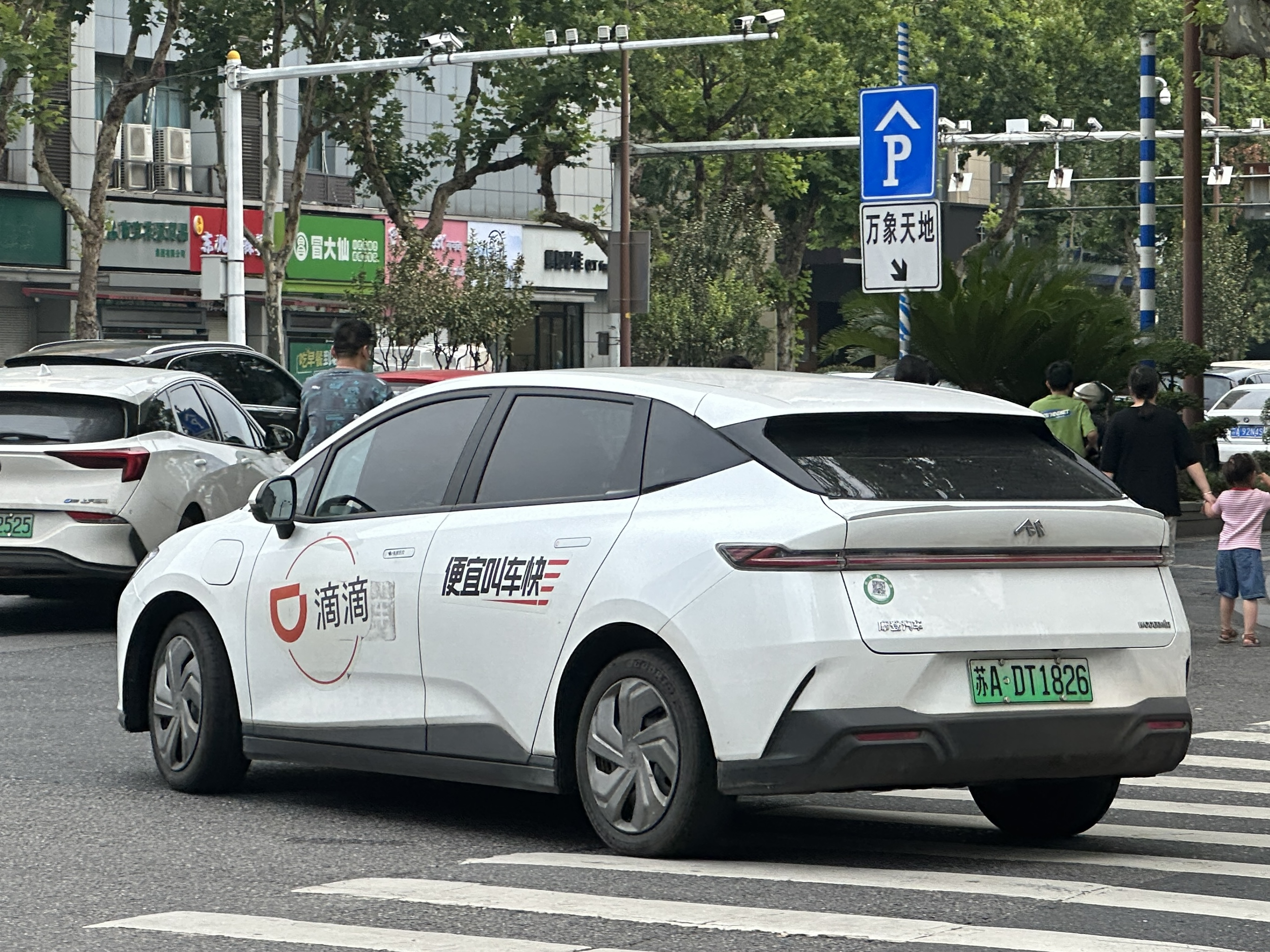

Компанія Modern Auto була заснована в Шанхаї у 2018 році. Modern IN — перший серійний автомобіль фірми, вперше представлений як Modern A у жовтні 2020 року.

## Специфікації
Modern IN — це компактний автомобіль, що пропонується з двома варіантами акумуляторів.
Акумулятор місткістю 53 кВт·год із запасом ходу NEDC 400 км та акумулятор місткістю 80 кВт·год із запасом ходу NEDC 610 км. Зарядка від 30 % до 80 % займає 30 хвилин на швидкому зарядному пристрої. Потужність Modern IN забезпечується електродвигуном потужністю 160 к.с. та крутним моментом 280 Нм.
Розгін від 0 до 100 км/год здійснюється за 7,9 секунди. Modern IN має можливості автономного водіння L2 та може отримувати оновлення програмного забезпечення OTA.